# Llau de les Roques
La Llau de les Roques és una llau, o barranc, del terme municipal de Sort, a la comarca del Pallars Sobirà. Discorre íntegrament per l'antic terme d'Enviny.
Es forma en el vessant oriental de la Serrabana i del Cap de la Muntanyeta, a la Pala de la Muntanyeta, des d'on davalla cap a llevant entre el Lloser de Llarvén, al nord, i el Lloser de Montardit, al sud, fins a arriba al Clot del Ventader, a l'extrem oriental del qual s'uneix amb el Barranc de Cabristà per tal de formar el Barranc de Montardit.